# اکستل (نبراسکا)
اکستل(به انگلیسی: Axtell) شهری در ایالت نبراسکا کشور ایالات متحده آمریکا است که جمعیت آن در سرشماری سال ۲۰۱۰ میلادی، ۷۲۶ نفر بوده‌است.